# Portret pritlikavega Nano Morganteja
Portret pritlikavega Nano Morganteja je dvostranska slika iz leta 1552, ki ponuja pogled od spredaj in zadaj na obeh straneh platna, delo Bronzina; Nano Morgante (vzdevek Braccio di Bartolo), je bil slavni dvorni pritlikavec Cosima I. Medičejskega, velikega vojvode Toskana, ki je ovekovečen tudi v Fontani del Bacchino Valeria Ciolija v vrtovih Boboli v Firencah. Delo je pri Bronzinu naročil Cosimo. Morganteja na obeh straneh prikazuje kot ptičarja, saj mu ni bilo dovoljeno loviti večje divjadi, ker je bil to lov rezerviran za osebe višjega ranga. Morgante je upodobljen od spredaj in od zadaj v dveh zaporednih trenutkih dogajanja: spredaj je upodobljen pred lovom, drži sovo v zanki, da bi jo uporabil kot vabo za ujetje šojke, ki leti v zraku. Duo redkih metuljev lastovičarjev pokriva njegove genitalije; te so odkrili pred kratkim, ko je bila slika nazadnje restavrirana. Od zadaj je viden, da se tik pred tem obrne proti gledalcu z orožjem v levi roki in s plenom v desni, ko se želi vizualno pohvaliti s svojo potezo.
V tem času je bil Bronzino vpleten v veliko florentinsko razpravo, ki jo je postavil Giorgio Vasari, imenovano Paragone, kiparstvo proti slikarstvu. Seveda je Bronzino stopil na stran slikarstva, zato je naslikal ta dvostranski sprednji in zadnji portret Morganteja, da bi zavrnil argument, da je subjekt v kiparstvu mogoče videti iz več zornih kotov.
Leta 2010 je bilo to delo po dolgih letih zanemarjanja obnovljeno in postavljeno na stalno razstavo v lastni stekleni vitrini v Palači Pitti.